# The Remains
The Remains est un groupe américain de garage rock, originaire de Boston, dans le Massachusetts.

## Biographie

### Première période
Le groupe est formé à Boston par Barry Tashian, de retour d'un voyage au Royaume-Uni où il découvre la musique des Kinks et des Rolling Stones. Les Remains rencontrent un grand succès local, mais restent largement inconnus dans le reste du pays. Après leur départ pour New York, ils parviennent néanmoins à décrocher des passages dans plusieurs émissions nationales, notamment l'émission spéciale Noël 1965 du Ed Sullivan Show.
Ils font ensuite la première partie de la dernière tournée américaine des Beatles, en août 1966. Avant le début de cette tournée, le batteur Chip Damiani quitte le groupe et retourne à Boston ; il est remplacé par le jeune N. D. Smart. Le journal tenu par Barry Tashian à cette époque servira de base au livre Ticket to Ride; The Extraordinary Diary of The Beatles' Last Tour (1997). Après avoir lorgné vers Capitol, les Remains sortent leur unique album chez Epic la même année, mais il ne rencontre aucun succès et le groupe disparaît peu après. Barry Tashian se reconvertit dans la country et joue avec Gram Parsons et Emmylou Harris.
Comme beaucoup d'autres groupes de garage rock des années 1960, les Remains gagnent peu à peu un statut de groupe culte, notamment grâce à l'inclusion de leur dernier single, Don't Look Back, dans la compilation Nuggets (1972). Une autre version de l'album comprendra aussi leur premier single, Why Do I Cry.

### Retour
Les quatre membres originaux du groupe se réunissent à la fin des années 1990 et donnent plusieurs concerts aux États-Unis (Las Vegas Grind, 2000) et en Europe (Garorock, 2006). Ils enregistrent leur deuxième album studio en quarante ans, Movin' On, qui sort en 2002. En 2008, un documentaire sur les Remains, America's Lost Band, réalisé par Michael Stich, est diffusé au Boston Film Festival. Steve Simels du magazine Boxoffice le décrit comme fascinant.
En 2010, les Remains publient Monbo Time, un hommage à Bill Monbouquette de Boston Red Sox. Le 23 février 2014, Rudolph « Chip » Damiani meurt d'une hémorragie cérébrale.

## Discographie

### Albums studio
- 1966 : The Remains
- 1982 : Diddy Wah Diddy (compilation)
- 1984 : Live in Boston
- 1985 : The Remains (compilation New Rose Fan Club)
- 1991 : Barry and the Remains
- 1996 : A Session with the Remains (l'« audition » pour Capitol, enregistrée dans des conditions live)
- 2002 : Movin' On

### Singles
- 1964 : Why Do I Cry
- 1965 : I'm Talking About You / You Say You're Sorry
- 1965 : But I Ain't Got You / I Can't Get Away from You
- 1966 : Diddy Wah Diddy / Once Before
- 1966 : Don't Look Back / Me Right Now